# پرارولو
پرارولو (به ایتالیایی: Prarolo) یک کومونه در ایتالیا است که در استان ورسلی واقع شده‌است.

## خصوصیات
پرارولو ۱۱٫۵ کیلومترمربع مساحت و ۶۱۶ نفر جمعیت دارد.